# Liste der Chief Minister von Tamil Nadu
Die folgende Tabelle listet die Chief Minister von Tamil Nadu mit Amtszeit und Parteizugehörigkeit auf.
| Nr | Name                    | Amtsantritt        | Ende der Amtszeit  | Partei                                   |
| -- | ----------------------- | ------------------ | ------------------ | ---------------------------------------- |
| 1  | O. P. Ramaswami Reddiar | 15. August 1947    | 5. April 1949      | Indischer Nationalkongress               |
| 2  | P. S. Kumaraswamy Raja  | 6. April 1949      | 9. April 1952      | Indischer Nationalkongress               |
| 3  | C. Rajagopalachari      | 10. April 1952     | 12. April 1954     | Indischer Nationalkongress               |
| 4  | K. Kamaraj              | 13. April 1954     | 1. Oktober 1963    | Indischer Nationalkongress               |
| 5  | M. Bhaktavatsalam       | 2. Oktober 1963    | 5. März 1967       | Indischer Nationalkongress               |
| 6  | C. N. Annadurai         | 6. März 1967       | 2. Februar 1969    | Dravida Munnetra Kazhagam                |
| 7  | V. R. Nedunchezhiyan    | 3. Februar 1969    | 9. Februar 1969    | Dravida Munnetra Kazhagam                |
| 8  | M. Karunanidhi          | 10. Februar 1969   | 30. Januar 1976    | Dravida Munnetra Kazhagam                |
|    | (President’s rule)      | 31. Januar 1976    | 29. Juni 1977      |                                          |
| 9  | M. G. Ramachandran      | 30. Juni 1977      | 16. Februar 1980   | All India Anna Dravida Munnetra Kazhagam |
|    | (President’s rule)      | 17. Februar 1980   | 8. Juni 1980       |                                          |
| 10 | M. G. Ramachandran      | 9. Juni 1980       | 23. Dezember 1987  | All India Anna Dravida Munnetra Kazhagam |
| 11 | V. R. Nedunchezhiyan    | 24. Dezember 1987  | 6. Januar 1988     | All India Anna Dravida Munnetra Kazhagam |
| 12 | V. N. Janaki            | 7. Januar 1988     | 29. Januar 1988    | All India Anna Dravida Munnetra Kazhagam |
|    | (President’s rule)      | 30. Januar 1988    | 26. Januar 1989    |                                          |
| 13 | M. Karunanidhi          | 27. Januar 1989    | 29. Januar 1991    | Dravida Munnetra Kazhagam                |
|    | (President’s rule)      | 30. Januar 1991    | 23. Juni 1991      |                                          |
| 14 | J. Jayalalithaa         | 24. Juni 1991      | 12. Mai 1996       | All India Anna Dravida Munnetra Kazhagam |
| 15 | M. Karunanidhi          | 13. Mai 1996       | 13. Mai 2001       | Dravida Munnetra Kazhagam                |
| 16 | J. Jayalalithaa         | 14. Mai 2001       | 20. September 2001 | All India Anna Dravida Munnetra Kazhagam |
| 17 | O. Panneerselvam        | 21. September 2001 | 1. März 2002       | All India Anna Dravida Munnetra Kazhagam |
| 18 | J. Jayalalithaa         | 2. März 2002       | 12. Mai 2006       | All India Anna Dravida Munnetra Kazhagam |
| 19 | M. Karunanidhi          | 13. Mai 2006       | 15. Mai 2011       | Dravida Munnetra Kazhagam                |
| 20 | J. Jayalalithaa         | 16. Mai 2011       | 27. September 2014 | All India Anna Dravida Munnetra Kazhagam |
| 21 | O. Panneerselvam        | 29. September 2014 | 22. Mai 2015       | All India Anna Dravida Munnetra Kazhagam |
| 22 | J. Jayalalithaa         | 23. Mai 2015       | 5. Dezember 2016   | All India Anna Dravida Munnetra Kazhagam |
| 23 | O. Panneerselvam        | 6. Dezember 2016   | 15. Februar 2017   | All India Anna Dravida Munnetra Kazhagam |
| 24 | Edappadi K. Palaniswami | 16. Februar 2017   | 6. Mai 2017        | All India Anna Dravida Munnetra Kazhagam |
| 25 | M. K. Stalin            | 7. Mai 2021        | im Amt             | Dravida Munnetra Kazhagam                |